# Estadio Parque Pereira
El Parque Pereira fue un estadio multiusos (preferentemente utilizado para partidos de fútbol) que existió desde 1917 hasta 1920, bajo la responsabilidad de la Comisión Nacional de Educación Física del Uruguay. Estaba ubicado en la zona del Parque Batlle, en la ciudad de Montevideo en donde hoy está la Pista de Atletismo, muy cerca de donde posteriormente en 1930 se erigiría el Estadio Centenario. 
Fue sede de una Copa América en 1917 en aquel momento conocido como Campeonato Sudamericano. A su vez también fue sede Campeonatos Sudamericanos de Atletismo 1919.
El escenario contaba con una enorme tribuna oficial, la cual estaba construida mayoritariamente en madera, la misma estaba techada, ubicada  donde ahora están las gradas de la Pista de atletismo,  contaba con bancos largos, palcos, había un palco especial para la prensa, baños bajo la gran tribuna y un detalle nuevo para las canchas montevideanas: un túnel entre los vestuarios y el campo de juego. El resto del público se ubicaba en tres taludes con desnivel lo cual permitía una visualización hacia el campo de juego.
El Parque Pereira albergó 10 partidos de la Selección uruguaya de Futbol  y además se jugaron 13 clásicos del futbol Uruguayo, entre Peñarol y Nacional

### Copa América 1917
El Parque Pereira  fue sede Campeonato Sudamericano de 1917, torneo el cual sería renombrado como Copa América

#### Partidos
| 30 de septiembre de 1917 | Uruguay                                      | 4:0 (2:0) | Chile | Parque Pereira, Montevideo                                              |                                                                         |
|                          | C. Scarone 20', 62' (pen.) · Romano 44', 75' |           |       | Asistencia: 22 000 espectadores Árbitro(s): Germán Guassone (Argentina) | Asistencia: 22 000 espectadores Árbitro(s): Germán Guassone (Argentina) |

| 3 de octubre de 1917 | Argentina                                     | 4:2 (1:2) | Brasil                       | Parque Pereira, Montevideo                                       |                                                                  |
|                      | Calomino 15' · Ohaco 56', 58' · A. Blanco 80' |           | 8' Neco · 39' (pen.) Lagreca | Asistencia: 20 000 espectadores Árbitro(s): Carlos Fanta (Chile) | Asistencia: 20 000 espectadores Árbitro(s): Carlos Fanta (Chile) |

| 6 de octubre de 1917                                      | Argentina         | 1:0 (0:0) | Chile | Parque Pereira,                                                        |                                                                        |
|                                                           | García 76' (a.g.) |           |       | Asistencia: 15 000 espectadores Árbitro(s): Álvaro Saralegui (Uruguay) | Asistencia: 15 000 espectadores Árbitro(s): Álvaro Saralegui (Uruguay) |
| Primer autogol anotado en la historia de la Copa América. |                   |           |       |                                                                        |                                                                        |

| 7 de octubre de 1917 | Uruguay                                          | 4:0 (2:0) | Brasil | Parque Pereira, Montevideo                                              |                                                                         |
|                      | H. Scarone 8' · Romano 17', 77' · C. Scarone 86' |           |        | Asistencia: 21 000 espectadores Árbitro(s): Germán Guassone (Argentina) | Asistencia: 21 000 espectadores Árbitro(s): Germán Guassone (Argentina) |

| 12 de octubre de 1917 | Brasil                                                  | 5:0 (4:0) | Chile | Parque Pereira, Montevideo                                              |                                                                         |
| | Caetano 21' · Neco 23' · Haroldo 26', 59' · Amílcar 41' |           |       | Asistencia: 10 000 espectadores Árbitro(s): Ricardo Vallarino (Uruguay) | Asistencia: 10 000 espectadores Árbitro(s): Ricardo Vallarino (Uruguay) |
| En este partido, se produjo el primer penal atajado en la historia de la Copa América, el arquero brasileño Casemiro impidió el tanto del chileno Bartolomé Muñoz. |                                                         |           |       |                                                                         |                                                                         |

| 14 de octubre de 1917 | Uruguay        | 1:0 (0:0) | Argentina | Parque Pereira, Montevideo                                           |                                                                      |
|                       | H. Scarone 62' |           |           | Asistencia: 40 000 espectadores Árbitro(s): Juan Livingstone (Chile) | Asistencia: 40 000 espectadores Árbitro(s): Juan Livingstone (Chile) |

|                                           |
| Bandera de Uruguay                        |
| Campeón Uruguay 2.do título (1.er trofeo) |